# Wanda Malecka
Petronela Wanda Malecka z domu Fryze  (wariant pisowni: de Frise ), pseud. Pustelniczka z ulicy Wiejskiej  (ur. 1800 w Górze Kalwarii, zm. 22 października 1860 w Warszawie  ) – polska pisarka, poetka i tłumaczka  literatury angielskiej  i francuskiej; pierwsza polska kobieta–redaktor i wydawca własnego czasopisma (pismo kobiece „Bronisława, czyli Pamiętnik Polek”).

## Życiorys
Pochodziła z rodziny szlacheckiej , jej rodzicami byli Piotr de Frize i Marianna Klobloch . Była kształcona w domu, poznała języki francuski i angielski .
7 października 1820 roku wyszła za mąż w Warszawie za Klemensa Maleckiego herbu Jelita, oficera Armii Księstwa Warszawskiego, literata  (zmarł na osiem dni przed śmiercią żony, 14 października 1860 roku w Radomiu). Miała syna Bronisława.
Pracowała głównie jako tłumaczka. Poza zamieszczaniem swoich tekstów i tłumaczeń we własnych czasopismach, publikowała m.in. w „Rozmaitościach Warszawskich”, „Niezapominajkach”, „Wianku”, „Magazynie Powszechnym”, „Muzeum Domowym”, czy „Nowym Kolumbie” .
Jej własna twórczość literacka to zdaniem badaczy „słabe artystycznie, sentymentalne powiastki i opowiadania z życia wyższych sfer, o tendencjach dydaktyczno-moralizatorskich” .
W latach 50. XIX wieku mieszkała bez męża w Warszawie, przy ulicy Elektoralnej 791, gdzie prowadziła jednoosobową elementarną szkołę żeńską dla około 30 uczennic.
Zmarła 22 października 1860 roku w Warszawie, została pochowana na cmentarzu Powązkowskim w Warszawie .

## Publikacje

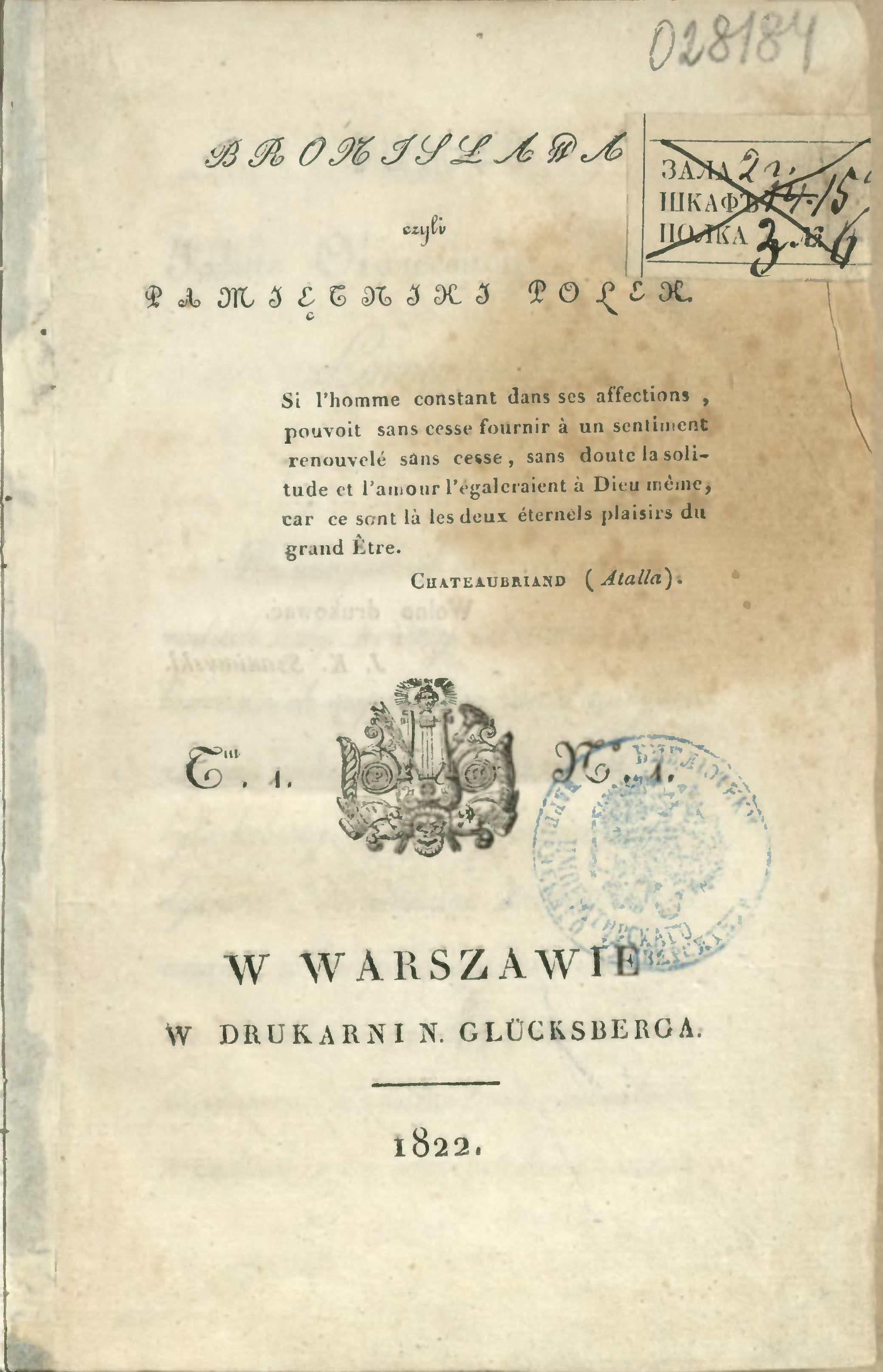
Strona tytułowa pierwszego numeru pisma kobiecego „Bronisława, czyli Pamiętnik Polek”, Warszawa 1822, red. Wanda Malecka

### Redagowane czasopisma
- „Domownik”, 3 maja 1818 – 1 maja 1820[12][18] , ręcznie przepisywane kopie, przedruk fragmentów w „Tygodniku Polskim” w latach 1818–1819[8]
- „Bronisława, czyli Pamiętnik Polek”, 1822[3]–1823[19], druk Natana Glücksberga[20][3][21]; ukazały się 4 numery[3][18] [8] (nakład jednego numeru wynosił 100 egzemplarzy[22]) (czasopismo kobiece[23])
- „Wanda, tygodnik nadwiślański”[7] , 1828[3][18] –1829[24], drukiem J. Wróblewskiego[25][3] (czasopismo kobiece[23])

### Literatura piękna
- Rozrywki dla dobrych dzieci[18] , 1829, nakład A. Brzeziny i Kompanii[3] (dydaktyczno-moralizatorskie powiastki dla dzieci[16])[26]
- Wanda. Królowa sarmacka, 1826, 1828, fragmenty na łamach „Rozmaitości Warszawskich”[23] i „Wandy” (poemat)[27]

### Przekłady
- Barbara von Krüdener: Walerya, czyli Listy Gustawa Linar, do Ernesta G***, 1822[28] (tyt. oryg. Valérie oder Briefe Gustavs von Linar an Ernst von G...)
- Walter Scott: Matylda Rokeby[29], 1826[28]
- w ramach serii Wybór Romansów (red. W. Malecka[6] ), 1826–1827, nakład A. Brzeziny[3]:
  - Tomy I–II. Thomas Moore: Lalla-Rookh, xiężniczka mogolska, 1826[3] (przekład prozą)[30]
  - Tom III. Walter Scott: Pan dwóchset wysep[3], 1826 (pierwszy przekład na język polski[31])
  - Tomy od IV do VIII. Sophie Cottin: Amelia Mansfild, 1827 (tyt. oryg. Amélie Mansfield)[3]
  - Tom XIII. George Byron: Mazepa – hetman Kozaków, 1827 (tyt. oryg. Mazeppa)
- Henriette Campan: Rady dla dziewcząt, 1827[3] (tyt. oryg. Conseils aux jeunes filles)
- François-René de Chateaubriand: Wspomnienia Włoch, Anglii i Ameryki: z dzieł Chateaubrianda, 1827[3]
- George Byron: Powieści: Giaur, Paryzyna, 1828[3][32]
- Paul de Kock: Co za powabny młodzieniec!, 1841 (tyt. oryg. Un jeune homme charmant)
- hrabina Dash (Gabrielle Anne Cisterne de Courtiras, wicehrabina Saint-Mars): Ekran, 1846[3]
- Émile Souvestre: Człowiek i pieniądze, 1851[28]
- Victorin Dénoix: Nowe rozmowy francuzkie, 1858